# Zone benthique

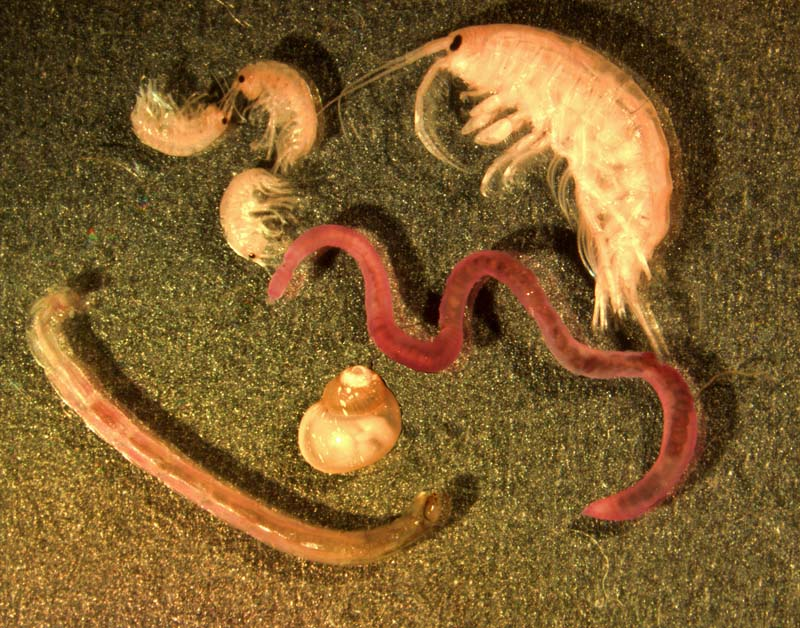
Photomicrographie d'animaux benthiques typiques, comprenant (de haut en bas) des amphipodes, un ver polychète, un escargot, et une larve de moucheron chironomous.

La zone benthique est la région écologique située au niveau le plus bas d'une étendue d'eau telle qu'un océan, un lac ou un cours d'eau, y compris la surface des sédiments et certaines couches sous la surface. Le nom vient du mot grec ancien βένθος (bénthos), qui signifie « les profondeurs ». Les organismes vivant dans cette zone sont appelés benthos et comprennent des micro-organismes (par exemple, des bactéries et des champignons), ainsi que des invertébrés plus grands, tels que les crustacés et les polychètes.
Les organismes de cette zone, appelés « habitants du fond », vivent généralement en étroite relation avec le substrat et nombre d'entre eux sont attachés au fond de manière permanente. La couche limite benthique (en), qui comprend la couche d'eau inférieure et la couche supérieure de sédiments directement influencée par l'eau sus-jacente, fait partie intégrante de la zone benthique, car elle influence grandement l'activité biologique qui s'y déroule. Les fonds sableux, les affleurements rocheux, le corail et la slikke sont des exemples de couches de sol en contact.

## Description

### Océans
La région benthique de l'océan commence à la ligne de rivage (zone intertidale ou littorale) et s'étend vers le bas le long de la surface du plateau continental jusqu'à la mer. Cette région comprend donc une grande variété de conditions physiques qui diffèrent en termes de profondeur, de pénétration de la lumière et de pression. Selon la masse d'eau, la zone benthique peut inclure des zones qui ne se trouvent qu'à quelques centimètres sous la surface.
Le plateau continental est une région benthique en pente douce qui s'étend à l'écart de la masse terrestre. Au bord du plateau continental, généralement à une profondeur d'environ 200 m, la pente s'accentue fortement et s'appelle le talus continental. Le talus continental descend jusqu'au fond de la mer. Le fond marin s'appelle la plaine abyssale et sa profondeur est généralement d'environ 4 000 m. Le plancher océanique n'est pas entièrement plat, mais présente des crêtes médio-océaniques et des fosses océaniques profondes connues sous le nom de zone hadale. À titre de comparaison, la zone pélagique est le terme descriptif de la région écologique située au-dessus du benthos, y compris la colonne d'eau jusqu'à la surface. À l'autre extrémité du spectre, le benthos de l'océan profond comprend les niveaux inférieurs de la zone abyssale océanique.
Pour des informations sur les animaux qui vivent dans les zones plus profondes des océans, voir zone aphotique. En général, il s'agit de formes de vie qui tolèrent des températures fraîches et de faibles niveaux d'oxygène, mais cela dépend de la profondeur de l'eau.

### Lacs
Comme dans les océans, la zone benthique est le fond du lac, composé de matières organiques accumulées et immergées. La zone littorale est la zone qui borde la rive ; la lumière y pénètre facilement et les plantes aquatiques y prospèrent. La zone pélagique représente la grande masse d'eau, jusqu'à la profondeur où la lumière ne pénètre pas.

## Organismes
Le benthos est constitué des organismes qui vivent dans la zone benthique et qui sont différents de ceux qui vivent ailleurs dans la colonne d'eau ; même dans la zone benthique, les variations de facteurs tels que la pénétration de la lumière, la température et la salinité donnent lieu à des différences distinctes, délimitées verticalement, dans les groupes d'organismes. De nombreux organismes adaptés à la pression des eaux profondes ne peuvent pas survivre dans les parties supérieures de la colonne d'eau : la différence de pression peut être très importante (environ 1 atm par tranche de 10 m de profondeur d'eau). Nombre d'entre eux se sont adaptés pour vivre sur le substrat (le fond). Dans leurs habitats, ils peuvent être considérés comme des créatures dominantes, mais ils sont souvent une source de proie pour les Carcharhinidae tels que le requin citron.
Comme la lumière ne pénètre pas très profondément dans l'eau de mer, la source d'énergie de l'écosystème benthique est souvent la neige marine. La neige marine est de la matière organique provenant des couches supérieures de la colonne d'eau qui dérive vers les profondeurs. Cette matière morte et en décomposition (en) alimente la chaîne alimentaire benthique ; la plupart des organismes de la zone benthique sont des charognards ou des détritivores. Certains micro-organismes utilisent la chimiosynthèse pour produire de la biomasse.
Les organismes benthiques peuvent être divisés en deux catégories, selon qu'ils vivent au fond de l'océan ou à quelques centimètres de profondeur. Ceux qui vivent à la surface du plancher océanique sont appelés épifaune. Ceux qui vivent enfouis dans le fond de l'océan sont connus sous le nom d'infaune. Les extrêmophiles, y compris les piézophiles, qui se développent à des pressions élevées, peuvent également y vivre. Le Chorismus antarcticus est un exemple d'organisme benthique.

## Flux de nutriments
Les sources de nourriture pour les communautés benthiques peuvent provenir de la colonne d'eau au-dessus de ces habitats sous la forme d'agrégats de détritus, de matières inorganiques et d'organismes vivants. Ces agrégats sont communément appelés neige marine et sont importants pour le dépôt de matières organiques et de communautés bactériennes. La quantité de matière qui coule au fond de l'océan peut atteindre en moyenne 307 000 agrégats par m2 et par jour. Cette quantité varie en fonction de la profondeur du benthos et du degré de couplage entre le benthos et la zone pélagique. Le benthos d'une région peu profonde disposera de plus de nourriture que le benthos des grands fonds. En raison de cette dépendance, les microbes peuvent devenir spatialement dépendants des détritus de la zone benthique. Les microbes présents dans la zone benthique, en particulier les dinoflagellés et les foraminifères, colonisent assez rapidement les matières détritiques tout en formant une relation symbiotique entre eux,. Dans les grands fonds, qui couvrent 90 à 95 % du plancher océanique, 90 % de la biomasse totale est constituée de procaryotes. Pour libérer tous les nutriments enfermés dans ces microbes dans l'environnement, les virus jouent un rôle important en les rendant disponibles pour d'autres organismes,.

## Habitats
Les technologies modernes de cartographie des fonds marins ont révélé des liens entre la géomorphologie des fonds marins et les habitats benthiques, dans lesquels des ensembles de communautés benthiques sont associés à des contextes géomorphologiques spécifiques, comme les communautés de coraux d'eau froide associées aux monts sous-marins et aux canyons sous-marins, les forêts de laminaires associées aux récifs rocheux du plateau intérieur et les poissons de roche associés aux escarpements rocheux des pentes continentales. Dans les environnements océaniques, les habitats benthiques peuvent également être classés par zones en fonction de la profondeur. Du moins profond au plus profond, on trouve l'épipélagique (moins de 200 mètres), le mésal (200-1 000 mètres), le bathyal (1 000-4 000 mètres), l'abyssal (4 000-6 000 mètres) et le plus profond, le hadal (sous 6 000 mètres).
Les zones inférieures se trouvent dans les régions profondes et pressurisées de l'océan. L'impact de l'activité humaine s'est fait sentir à toutes les profondeurs de l'océan, mais c'est sur les habitats peu profonds du plateau continental et du talus continental qu'il est le plus important. De nombreux organismes benthiques ont conservé leurs caractéristiques évolutives historiques. Certains organismes sont nettement plus grands que leurs congénères vivant dans des zones moins profondes, en grande partie à cause de la plus grande concentration d'oxygène dans les eaux profondes.
Il n'est pas facile de cartographier ou d'observer ces organismes et leurs habitats, et la plupart des observations modernes sont effectuées à l'aide de véhicules sous-marins téléopérés (ROV), et rarement de sous-marins,.

## Recherche écologique
Les macroinvertébrés benthiques ont de nombreuses fonctions écologiques importantes, telles que la régulation du flux de matières et d'énergie dans les écosystèmes fluviaux par le biais de leurs liens avec le réseau trophique. En raison de cette corrélation entre les flux d'énergie et de nutriments, les macroinvertébrés benthiques ont la capacité d'influencer les ressources alimentaires des poissons et d'autres organismes dans les écosystèmes aquatiques. Par exemple, l'ajout d'une quantité modérée de nutriments dans une rivière pendant plusieurs années a entraîné une augmentation de la richesse, de l'abondance et de la biomasse des invertébrés. Il en résulte une augmentation des ressources alimentaires pour les espèces de poissons indigènes, avec une altération insignifiante de la structure de la communauté de macroinvertébrés et des voies trophiques. La présence de macroinvertébrés tels que les amphipodes affecte également la dominance de certains types d'algues dans les écosystèmes benthiques. En outre, les zones benthiques étant influencées par le flux de matière organique morte, des études ont été menées sur la relation entre les débits des cours d'eau et les effets qui en résultent sur la zone benthique. Les faibles débits montrent une restriction du transport des nutriments des substrats (en) benthiques vers les réseaux alimentaires, et provoquent une diminution de la biomasse des macroinvertébrés benthiques, ce qui entraîne la disparition des sources de nourriture dans le substrat.
Le système benthique régulant l'énergie dans les écosystèmes aquatiques, des études ont été menées sur les mécanismes de la zone benthique afin de mieux comprendre l'écosystème. Les diatomées benthiques ont été utilisées par la directive-cadre sur l'eau de l'Union européenne (DCE) pour établir des ratios de qualité écologique qui ont déterminé l'état écologique des lacs au Royaume-Uni. Des recherches sont en cours sur les assemblages benthiques pour voir s'ils peuvent être utilisés comme indicateurs de la santé des écosystèmes aquatiques. Les assemblages benthiques des régions côtières urbanisées ne sont pas fonctionnellement équivalents aux assemblages benthiques des régions intactes.
Les écologistes tentent de comprendre la relation entre l'hétérogénéité et le maintien de la biodiversité dans les écosystèmes aquatiques. Les algues benthiques ont été utilisées comme un sujet intrinsèquement bon pour étudier les changements à court terme et les réponses des communautés aux conditions hétérogènes dans les cours d'eau. La compréhension des mécanismes potentiels impliquant le périphyton benthique et les effets sur l'hétérogénéité au sein d'un cours d'eau peut permettre de mieux comprendre la structure et la fonction des écosystèmes fluviaux. Les populations de périphyton souffrent d'une grande variabilité spatiale (en) naturelle, tandis que la difficulté d'accès limite simultanément le nombre pratique d'échantillons pouvant être prélevés. Le programme de surveillance benthique de l'Union européenne (Kelly 1998 pour le Royaume-Uni, puis CEN 2003 et CEN 2004 pour l'UE dans son ensemble) et certains programmes américains (Moulton et al. 2002) recommandent de cibler les endroits où le périphyton est réputé fournir des échantillons fiables, en particulier les surfaces dures:60. La production primaire brute (PPB) benthique peut être importante pour le maintien des points chauds de la biodiversité dans les zones littorales des grands écosystèmes lentiques. Cependant, les contributions relatives des habitats benthiques au sein d'écosystèmes spécifiques sont mal explorées et des recherches supplémentaires sont prévues.